# Hewlett Packard Enterprise
Hewlett Packard Enterprise (HPE) é uma organização focada no segmento corporativo, oferecendo soluções para transformação para nuvem híbrida, mobilidade, IoT, inteligência artificial, blockchain, consumption as a service,  entre outras. Possui um vasto portfólio de servidores, soluções de armazenamento, redes, além de serviços especializados em consultoria e suporte e serviços financeiros.
HPE é uma das duas novas empresas publicamente cotadas pela Fortune 500, criadas a partir de uma fração da original Hewlett-Packard, que existia desde 1939. A divisão foi concluída em 1 de novembro de 2015, altura em que o negócio de computadores pessoais e impressão da HP ficou conhecida como HP Inc.

## Nome
O nome completo para a empresa é Hewlett Packard Enterprise Co., deixando o hífen que existia anteriormente entre o "Hewlett" e "Packard". Durante e desde a separação, muitos meios de comunicação têm chamado incorretamente a nova organização, utilizando "HP Enterprises" ou "HP Enterprise" como abreviaturas. A abreviatura correta da Hewlett Packard Enterprise é HPE. O nome da empresa tem recebido críticas devido à queda repentina do hífen e o caso contrário, falta de diferenciação de marca reconhecível a partir da Hewlett-Packard, que era um dos objetivos declarados da separação.